# Frederik Vilhelm 2. af Slesvig-Holsten-Sønderborg-Beck
Frederik Vilhelm 2., hertug af Slesvig-Holsten-Sønderborg-Beck (18. juni 1687– 11. november 1749) var den femte titulære hertug af Slesvig-Holsten-Sønderborg-Beck fra 1728 til 1749.
Frederik Vilhelm var søn af Hertug Frederik Ludvig. Han gjorde karriere i det preussiske militær, hvor han blev generalfeltmarskal og guvernør i Berlin. Han blev efterfulgt som hertug af sin søn, Frederik Vilhelm 3.

## Biografi
Frederik Vilhelm blev født den 18. juni 1687 i Potsdam som ældste søn og andet barn af Frederik Ludvig af Slesvig-Holsten-Sønderborg-Beck og Louise Charlotte af Slesvig-Holsten-Sønderborg-Augustenborg. Selv om han blev født i Potsdam, voksede han op i Königsberg i Hertugdømmet Preussen, hvor hans far var kommanderende general. Han studerede på universitetet i Halle og gjorde karriere i det preussiske militær. Han tjente som kaptajn i sin fars regiment i 1703 eller som oberstløjtnant i 1704. Han udmærkede sig ved Stralsunds belejring under Store Nordiske Krig og blev i en alder af 26 år forfremmet til oberst i 1713, da han tjente i sin fars preussiske regiment Holstein.
Som tak for hans indsats skænkede kong Frederik Vilhelm 1. af Preussen ham i 1717 slottet og godset Friedrichshof i Ludwigswalde i Østpreussen (nu i Lesnoje, Kaliningrad, Rusland). I 1719 skænkede kongen ham også et andet østpreussisk gods, også kaldet Friedrichshof, i Kasebalk ved Pregelflodens udmunding i Wisłalagunen nær Königsberg (nu i Pregolskij, Kaliningrad). Frederik Vilhelm omdøbte efterfølgende slottet til Schloss Holstein. I 1721 blev han generalmajor og overtog ledelsen af infanteriregiment nr. 11, som hans far tidligere havde ledet.
I 1728 arvede han hertugtitlen fra sin far, og i 1732 overtog han slægtens stamsæde, Haus Beck, som hans far aldrig havde arvet. Titel og gods blev dermed knyttet sammen igen. I 1733 blev Frederik Vilhelm 2. forfremmet til generalløjtnant. Han deltog i kampagnerne ved Rhinen i 1734 og 1735 under den Polske Arvefølgekrig. De sidste ni år af sit liv tjente han Kong Frederik den Store af Preussen, der dog var utilfreds med Frederik Vilhelm efter Slaget ved Mollwitz under den Første Schlesiske Krig i 1741. Hans regiment havde været holdt i reserve og ankom for sent til slagmarken til at kunne bidrage til slaget. Uvidende om situationen havde Frederik Vilhelm ladet flere østrigske enheder passere. Alligevel var Frederik den Store glad for hertugen, som han omtalte som der gute alte Holsteiner ("den gode gamle holstener"). Senere samme år blev han forfremmet til feltmarskal og udstationeret i Königsberg. Han modtog også Den Sorte Ørns Orden.
I 1745 solgte Frederik Vilhelm 2. Haus Beck til Baronesse von Ledebur-Königsbrück, men beholdt titlen som hertug af Holsten-Beck. I 1747 blev han udnævnt til guvernør i Berlin, men han var dog på grund af sygdom ude af stand til at udfylde stillingen. Han døde i Königsberg den 11. november 1749. Efter sin død blev hans lig overført til Berlin og i 1750 bisat i Garnisonskirken. Han blev efterfulgt som hertug af sin eneste søn, Frederik Vilhelm, der imidlertid faldt i Slaget ved Prag allerede i 1757, hvorefter Frederik Vilhelm 2.'s bror, Karl Ludvig arvede titlen.

## Ægteskab og børn
Frederik Vilhelm var gift to gange. Han giftede sig 1. gang med Eleonora von Loß, Grevinde af Dabrova (død 1715). Hun var enke efter et medlem af Czartoryski-familien og datter af den polske skatmester Wladislav von Loß. Der blev ikke født børn i ægteskabet.
Han giftede sig 2. gang den 3. december 1721 med Ursula Anna von Dohna-Schlobitten, datter af Borggreve Christoph von Dohna-Schlobitten. Frederik Vilhelm og Ursula Anna blev forældre til to børn:
- Sophie Charlotte (31. december 1722–7. august 1763)

∞ 5. juni 1738 med Alexander Emil zu Dohna-Wartenburg-Schlodien (1704–1745), preussisk generalmajor, faldet i Slaget ved Soor
∞ 1. januar 1750 på Schloss Prökelwitz med prins Georg Ludvig af Slesvig-Holsten-Gottorp (1719–1763)
- Frederik Vilhelm 3. (1723–1757), hertug af Slesvig-Holsten-Sønderborg-Beck, preussisk oberst, faldet i Slaget ved Prag

## Eksterne links
- Wikimedia Commons har flere filer relateret til Frederik Vilhelm 2. af Slesvig-Holsten-Sønderborg-Beck
- Hans den Yngres efterkommere Arkiveret 24. oktober 2020 hos  Wayback Machine